# Mary Slessor
 Mary Mitchell Slessor (Gilcomston, Aberdeen, Écosse, 2 décembre 1848 - Kot Oku, Calabar, Nigeria, 13 janvier 1915) est une missionnaire écossaise au Nigeria.
Son travail et sa forte personnalité lui ont permis d’être accepté par les habitants et de gagner leur confiance tout en répandant le christianisme, en protégeant les enfants autochtones et en promouvant les droits des femmes.

## Biographie

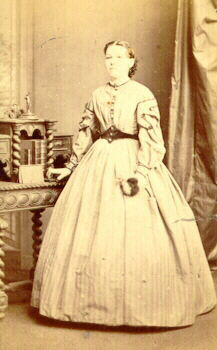
Mary Slessor.

Mary Slessor est née le décembre 1848 à Gilcomston, Écosse dans une famille de classe ouvrière. Elle est la deuxième des cinq enfants de Robert et Mary Slessor. Son père, originaire de Buchan en Écosse, est cordonnier de son métier. En 1859, la famille a déménagé à Dundee pour chercher du travail. Robert Slessor est alcoolique et incapable de continuer la cordonnerie, il devient ouvrier d’usine. Sa mère, tisserande qualifiée, travaille également dans les usines. À l’âge de onze ans, Mary commence à travailler à mi-temps au moulin de Baxter Brothers, ce qui veut dire qu’elle passe la moitié de sa journée dans une école fondée par les propriétaires de l’usine et l’autre moitié à travailler pour l’entreprise.
Les Slessor vivent dans les quartiers pauvres de Dundée. Bientôt, le père de Mary meurt de pneumonie, et ses deux frères meurent aussi, abandonnant Marie, sa mère, et ses deux sœurs. À l’âge de quatorze ans, Mary devient ouvrière qualifiée de jute, elle travaille de 6 h à 18 h, avec seulement une heure pour le repas.
Sa mère est une presbytérienne dévote qui lit tous les numéros de la Revue missionnaire, un magazine mensuel de l'United Presbyterian Church (Écosse), devenue plus tard United Free Church of Scotland, pour tenir les membres de la mission au courant des activités et des besoins. Slessor développe un intérêt pour la religion et lorsqu’une mission est instituée à Quarry Pend (près de l’église Wishart), elle veut y enseigner. Slessor a 27 ans lorsqu’elle apprend la mort de David Livingstone, le célèbre explorateur missionnaire, et elle décide qu’elle veut suivre ses traces.

### Début de carrière missionnaire
Mary Slessor pose donc sa candidature auprès de United Presbyterian Church’s Foreign Mission Board. Après une formation à Édimbourg, elle embarque sur le S.S Ethiopia le 5 août 1876, et arrive à destination, en Afrique, juste un mois plus tard. Mary Slessor, 28 ans, rousse aux yeux bleus brillants, a d’abord été affectée à la région de Calabar dans l’ethnie efik. Elle apprend que les Efiks du Calabar suivent une religion traditionnelle, qu’ils se méfient des femmes qui mettent au monde des jumeaux. Mary Slessor travaille pour la mission pendant trois ans, d’abord dans les missions à Old Town et à Creek Town. Elle veut aller plus loin dans Calabar, mais elle contracte le paludisme et est obligée de retourner en Écosse pour se remettre. Elle quitte Calabar pour Dundee en 1879. Après seize mois en Écosse, Mary Slessor retourne en Afrique, mais pas dans la même maison. Sa nouvelle mission était cinq miles plus loin de Old Town, à Calabar. Puisque Mary Slessor consacre une grosse partie de son salaire à soutenir sa mère et ses sœurs en Écosse, elle économise en mangeant la nourriture locale.
Les questions qui se posent à la jeune missionnaire concernent l’éducation occidentale, mais aussi les sacrifices humains, très répandus ; lorsqu’un ancien meurt, on croit en effet qu’il lui faut des serviteurs et des compagnons pour l’autre monde.
La naissance de jumeaux était considérée comme une malédiction particulière. Les indigènes craignent que le père de l’un des enfants soit un mauvais esprit et que la mère ait été coupable d’un grand péché. Incapables de déterminer lequel des jumeaux avait pour père le mauvais esprit, les indigènes abandonnaient souvent les deux bébés dans la brousse. Mary Slessor adopte chaque enfant qu’elle trouve abandonné et charge deux missionnaires de les chercher, de les élever et de s’occuper d’eux à la maison des missions. Certaines maisons de mission étaient ainsi animées par la présence des enfants. Slessor sauva ainsi deux jumeaux, garçon et fille, mais le garçon ne survécut pas, Mary adopta la fille et l’appela Janie.
Selon WP Livingstone, lorsque deux députés allèrent en Écosse pour inspecter la mission entre 1881 et 1882, ils furent très impressionnés : elle a, dirent-ils, la sympathie, l’entière confiance de la population et beaucoup d’influence sur eux. » Ce qu’ils attribuent en partie à la facilité singulière avec laquelle elle parle leur langue.
Au bout de trois ans, Mary Slessor retourne en Écosse pour un autre congé de maladie. Cette fois, elle est accompagnée de Janie. Durant trois ans, Mary Slessor devait s’occuper de sa mère et de sa sœur (également tombées malade), et de Janie. Elle prenait la parole dans plusieurs églises, faisant part de son expérience africaine.
Après cette interruption, Mary Slessor retourne en Afrique. Elle sauve la vie des centaines de jumeaux, abandonnés dans la brousse pour y mourir de faim ou être dévorés par les animaux. Elle aide à guérir les malades et fit cesser la pratique qui consistait, pour déterminer le coupable, à faire boire un poison aux suspects. En tant que missionnaire, elle allait dans d’autres tribus pour partager la parole de Jésus-Christ.
Au cours de cette troisième mission en Afrique, Mary Slessor apprit la mort de sa mère et de sa sœur. Envahie d’un sentiment de solitude, elle écrivit, « Il n’y a plus personne à qui je puisse raconter mes histoires et délires. Elle avait également trouvé un sentiment d’indépendance, elle écrivit « Le ciel est maintenant plus près de moi que la Grande-Bretagne, et il n’y a personne qui s’inquiétera si je disparais dans la brousse »[réf. nécessaire].
Mary Slessor fut une force déterminante dans la création du centre de formation Hope Waddell Training Institute à Calabar, qui offrait une formation professionnelle pratique aux Africains. La menace superstitieuse contre les jumeaux ne régnait pas seulement à Calabar, mais touchait aussi la ville de Arochukwu à l’extrême Ouest de Calabar. Il y a là une école primaire qui est nommée en l’honneur de Mary Slessor. Elle est située à Arochukwu, environ une heure et demie de route à l’ouest de Calabar. Les gens de Calabar sont de la tribu efik bien que la ville célèbre d’Arochukwu appartienne à la tribu ibo. Calabar et Arochukwu partagent plusieurs traits culturels et se trouvent au sud-est du Nigeria, respectivement dans l’État du Cross River et l’État d’Abia.

### Parmi les Okoyongs et les Efiks
En aout 1888, Slessor part en voyage pour le nord Akpap-Okoyong Okoyong, un endroit où des missionnaires hommes avaient été tués. Elle croyait que ses enseignements, et le fait qu’elle était une femme, serait moins menaçante pour les tribus non touchées. Pendant 15 ans, Slessor vécut chez les Okoyongs et les Efiks. Elle apprit la langue indigène, et noua des liens personnels partout où elle allait, son esprit pratique et son humour étaient connus. Slessor menait une vie simple dans une maison traditionnelle avec les Africains. Comme elle tenait à travailler seule, elle fut souvent en conflit avec les autorités ; elle y gagna une réputation d’excentrique. Cependant, ses exploits sont diffusés en Grande-Bretagne et elle devient la « reine blanche d’Okoyong ». Slessor ne concentre pas sur l’évangélisation, mais plutôt sur le règlement des différends, l’encouragement du commerce, la création de changements sociaux et l’introduction de l’éducation occidentale.
En 1892, Slessor devient vice-consul à Okoyong, et préside la cour indigène. En 1905, elle est nommée vice-présidente de la cour indigène d’Ikot Obong. En 1913, elle reçoit l’Ordre de Saint-Jean de Jérusalem. Slessor souffre de problème de santé dans ses dernières années, mais elle reste en Afrique, où elle est morte en 1915.

### Mort
Durant les quarante dernières années de sa vie, Mary Slessor souffrit de fièvres intermittentes résultant du paludisme qu’elle avait contracté au cours de sa première affectation à Calabar. Cependant, elle minimisa ses souffrances personnelles, et n’abandonna jamais son travail de mission pour retourner définitivement en Écosse. Les fièvres finalement affaiblissent Mary Slessor au point où elle ne put plus marcher sur de longues distances dans la forêt tropicale, mais dut être poussée dans une charrette à bras. Au début de janvier 1915, dans son poste éloigné d’Use Ikot Oku, elle fut atteinte d’une fièvre particulièrement grave. Elle mourut le 13 janvier 1915.
Son corps fut transporté de Cross River à Akwa Akpa Town pour l’équivalent colonial des funérailles nationales. Le cercueil était recouvert de l’Union Jack. Parmi les assistants se trouvaient le commissaire de la province, ainsi que d’autres hauts fonctionnaires britanniques en uniformes. Les drapeaux aux bâtiments officiels furent mis en berne. Le gouverneur général du Nigeria, sir Frederick Lugard, télégraphia de Lagos son « profond regret » et publia un vibrant hommage dans le journal officiel du gouvernement.

## Commémoration à Calabar et chez les Efiks
Le travail de Slessor lui valut le surnom efik, Obongawon Okoyong (reine d’Okoyong). Ce nom est encore fréquemment utilisé pour parler d’elle au Calabar actuel.
Des provinces Efik de Calabar et Okoyong témoignent de la valeur de son œuvre.
Ces monuments incluent la route Mary Slessor à Calabar, le carrefour Mary Slessor, l’église Mary Slessor, les statues de Mary (souvent portant des jumeaux) à différents endroits à Calabar ; un corps céleste porte aussi son nom, l’astéroïde 4793 Slessor (1988 RR4).